# Морансенго
Морансенго (итал. Moransengo) — коммуна в Италии, располагается в регионе Пьемонт, в провинции Асти.
Население составляет 211 человек (2008 г.), плотность населения составляет 39 чел./км². Занимает площадь 5 км². Почтовый индекс — 14023. Телефонный код — 0141.
Покровителями коммуны почитаются святая Агата и святой Виталий, празднование 5 февраля.

## Демография
Динамика населения:

## Администрация коммуны
- Официальный сайт: